# Isthmolongispora variabilis
Isthmolongispora variabilis är en svampart som beskrevs av Matsush. 1975. Isthmolongispora variabilis ingår i släktet Isthmolongispora, divisionen sporsäcksvampar och riket svampar.   Inga underarter finns listade i Catalogue of Life.